# Свєтогорськ
Свєтогорськ (рос. Светогорск) — місто Виборзького району Ленінградської області Росії. Адміністративний центр Светогорського міського поселення.
Населення — 15 973 осіб (2010 рік). 